# Municipio de Dows
El municipio de Dows (en inglés, Dows Township) es un municipio del condado de Cass, Dakota del Norte, Estados Unidos. Tiene una población estimada, a mediados de 2021, de 35 habitantes.
Abarca una zona exclusivamente rural.

## Geografía
Está ubicado en las coordenadas 47°11′43″N 97°23′16″O / 47.19528, -97.38778 (47.195414, -97.387703). Según la Oficina del Censo de los Estados Unidos, tiene una superficie total de 93.27 km², correspondientes en su totalidad a tierra firme.

## Demografía
Según el censo de 2020, en ese momento había 28 personas residiendo en la zona. La densidad de población era de 0.30 hab./km². La totalidad de los habitantes eran blancos. Del total de la población, el 3.57% era hispano o latino.